# Carmela Zumbado
Carmela Zumbado (Miami, 27 februari 1991) is een Amerikaans actrice. Ze speelde in diverse films en series, waaronder Need For Speed, You en iCarly.

## Filmografie

### Film
- 2013: Identity Thief, als verkoopmedewerkster
- 2014: Need For Speed, als Jeny B
- 2015: Our Brand Is Crisis, als verslaggever
- 2019: The Wall of Mexico, als Ximena Arista
- 2020: Run Sweetheart Run, als Dawn
- 2020: 2 Minutes of Fame, als verslaggeefster
- 2020: White Elephant, als Joey
- 2024: Boundary Waters, als Luisa

### Televisie
- 2012: America's Most Wanted, als Karen / Teresa Martinez
- 2012: Freestyle Love Supreme, als Rachel
- 2013: Necessary Roughness, als vrouw
- 2013: Graceland, als Julie
- 2015: Every Witch Way, als heks
- 2015: Bloodline, als meisje
- 2015: NCIS: New Orleans, als Windi Stewart
- 2015: Scream, als Riley Decoy
- 2016-2019: Crazy Ex-Girlfriend, als Denise Martinez
- 2017: NCIS: Los Angeles, als Susan
- 2017: Rosewood, als Thanny Torres
- 2019: You, als Delilah Alves
- 2020: The Magicians, als Paloma Ball
- 2021, 2023: iCarly, als Gwen
- 2021: The Rookie, als 'Freegan' Frida
- 2021-2022: Chicago P.D., als Anna Avalos
- 2023-2025: Power Book IV: Force, als Mireya Garcia
- 2024: Doctor Odyssey, als Luna